# Escolta la meva veu
Escolta la meva veu (títol original: Raise Your Voice) és una pel·lícula estatunidenca dirigida per Sean McNamara, estrenada l'any 2004. Ha estat doblada al català.

## Argument
Una jove cantant de província, deprimida per la mort del seu germà en un accident de circulació, va a Los Angeles per seguir una formació artística de tipus clàssic. Això li permet entrar en un món nou u dur una forma de vida molt diferent, però els seus estudis no avançaran sense dificultats...Aconseguirà fer els seus estudis de cant?

## Repartiment
- Hilary Duff: Teresa 'Terri' Fletcher
- Oliver James: Jay Corgan
- David Keith: Simon Fletcher
- Dana Davis: Denise Gilmore
- Johnny Lewis: Engelbert 'Kiwi' Wilson
- Rita Wilson: Frances Fletcher
- Lauren C. Mayhew: Robin Childers
- Kat Dennings: Sloane
- Jàson Ritter: Paul Fletcher
- Rebecca De Mornay: Tia Nina
- John Corbett: Mr. Tovald, professor de música
- Carly Reeves: Kelly
- James Avery: Mr. Gantry
- Robert Trebor: Mr. Wesson
- Davida Williams: Lauren
- Manesh Marshall: Cabbie
- Gibby Brand: Mr. Holcomb
- Sean McNamara: Dr Mark Farley
- Fred Meyers: Matthew
- T.J. Thyne: Emcee
- Adam Gontier: ell mateix

## Premis
2004: Nominada als Premis Razzie a la pitjor actriu (Hilary Duff)